# Kazimierz Lis
Kazimierz Józef Lis (ur. 9 stycznia 1910 w Poznaniu, zm. 7 lipca 1998 tamże) – polski piłkarz, grający na pozycji pomocnika.

## Kariera piłkarska
Był zawodnikiem klubu Warta Poznań. Grając na wysokim poziomie ligowym, został powołany do szerokiej kadry narodowej (22 zawodników) na MŚ 1938 we Francji. Będąc tak blisko reprezentacji, nie miał szczęścia zagrać w oficjalnym spotkaniu reprezentacji Polski. Karierę zawodniczą zakończył po wojnie, przyczyniając się do zdobycia przez Wartę wicemistrzostwa Polski w 1946 i mistrzostwa Polski w 1947 roku.